# 第207回国会
第207回国会（だい207かいこっかい）とは、2021年（令和3年）12月6日に召集された臨時国会である。会期は12月21日までの16日間。

## 各党・会派の議席数
| 計465、2021年（令和3年）12月21日時点 - 自由民主党 - 263 - 立憲民主党・無所属 - 97 - 日本維新の会 - 41 - 公明党 - 32 - 国民民主党・無所属クラブ - 11 - 日本共産党 - 10 - 有志の会 - 5 - れいわ新選組 - 3 - 無所属 - 3 - 欠員 - 0 | 計245、2021年（令和3年）12月21日時点 - 自由民主党・国民の声 - 111 - 立憲民主・社民 - 45 - 公明党 - 28 - 国民民主党・新緑風会 - 16 - 日本維新の会- 15 - 日本共産党 - 13 - 沖縄の風 - 2 - れいわ新選組 - 2 - 碧水会 - 2 - みんなの党 - 2 - 各派に属しない議員 - 7 - 欠員 - 2 |

## 今国会の動き

### 召集前
- 11月19日 -  2021年立憲民主党代表選挙が告示され、逢坂誠二、小川淳也、泉健太、西村智奈美の4名が立候補。
- 11月30日 - 立憲民主党代表選挙の投開票が行われ、泉健太を代表に選出。

### 会期中
- 12月6日 - 召集。
  - この時点で、参議院神奈川県選挙区の2名が欠員。
  - 開会式。
  - 衆議院と参議院の本会議で、岸田文雄首相が所信表明演説。
  - 衆議院と参議院の本会議で常任委員会の委員長の選挙が、両院の特別委員会・参議院の審査会で委員長・会長の互選があり、参議院では15名が新たに委員長・審査会長に選任。衆議院では懲罰委員会と沖縄及び北方問題に関する特別委員会の委員長が交代[3]。
- 12月7日 - 無所属の西野太亮衆議院議員が自由民主党に入党。
- 12月8日
  - 代表質問1日目
    - 衆議院本会議で、立憲民主党代表・泉健太、自由民主党幹事長・茂木敏充、立憲民主党幹事長・西村智奈美の順で質疑を行った[4]。
- 12月9日
  - 代表質問2日目
    - 午前中は参議院本会議で、立憲民主党・小西洋之、自由民主党参議院議員副会長・有村治子の順で質疑を行った[5]。
    - 午後は衆議院本会議で、日本維新の会共同代表兼国会議員団代表・馬場伸幸、公明党幹事長・石井啓一、国民民主党代表・玉木雄一郎、日本共産党中央委員会幹部会委員長・志位和夫の順で質疑を行った[6]。
- 12月10日
  - 代表質問3日目
    - 午前中は参議院本会議で、公明党代表・山口那津男、国民民主党参議院議員会長・小林正夫の順で質疑を行った。
    - 午後は同じく参議院本会議で、日本維新の会参議院会長・浅田均、日本共産党幹部会副委員長・田村智子、立憲民主党・青木愛、自由民主党参議院幹事長代行・野上浩太郎の順で質疑を行った[7]。
- 12月13日 - 衆議院予算委員会で令和3年度補正予算が審議入り。
  - 岸田が予算委員会に臨むのは外務大臣として臨んだ第193回国会以来。
- 12月20日 - 参議院本会議で令和3年度補正予算が可決、成立。
- 12月21日 - 会期末。

## 委員会・審査会・調査会
| 委員会・審査会                                     | 委員長・会長 | 所属会派           |
| -------------------------------------------------- | ------------ | ------------------ |
| 内閣委員会                                         | 上野賢一郎   | 自由民主党         |
| 総務委員会                                         | 赤羽一嘉     | 公明党             |
| 法務委員会                                         | 鈴木馨祐     | 自由民主党         |
| 外務委員会                                         | 城内実       | 自由民主党         |
| 財務金融委員会                                     | 薗浦健太郎   | 自由民主党         |
| 文部科学委員会                                     | 義家弘介     | 自由民主党         |
| 厚生労働委員会                                     | 橋本岳       | 自由民主党         |
| 農林水産委員会                                     | 平口洋       | 自由民主党         |
| 経済産業委員会                                     | 古屋範子     | 公明党             |
| 国土交通委員会                                     | 中根一幸     | 自由民主党         |
| 環境委員会                                         | 関芳弘       | 自由民主党         |
| 安全保障委員会                                     | 大塚拓       | 自由民主党         |
| 国家基本政策委員会                                 | 渡海紀三朗   | 自由民主党         |
| 予算委員会                                         | 根本匠       | 自由民主党         |
| 決算行政監視委員会                                 | 原口一博     | 立憲民主党・無所属 |
| 議院運営委員会                                     | 山口俊一     | 自由民主党         |
| 懲罰委員会                                         | 安住淳       | 立憲民主党・無所属 |
| 災害対策特別委員会                                 | 小里泰弘     | 自由民主党         |
| 政治倫理の確立及び公職選挙法改正に関する特別委員会 | 浜田靖一     | 自由民主党         |
| 沖縄及び北方問題に関する特別委員会                 | 阿部知子     | 立憲民主党・無所属 |
| 北朝鮮による拉致問題等に関する特別委員会           | 長島昭久     | 自由民主党         |
| 消費者問題に関する特別委員会                       | 松島みどり   | 自由民主党         |
| 科学技術・イノベーション推進特別委員会             | 井上英孝     | 日本維新の会       |
| 東日本大震災復興特別委員会                         | 伊藤忠彦     | 自由民主党         |
| 原子力問題調査特別委員会                           | 赤沢亮正     | 自由民主党         |
| 地方創生に関する特別委員会                         | 石田真敏     | 自由民主党         |
| 憲法審査会                                         | 森英介       | 自由民主党         |
| 情報監視審査会                                     | 小野寺五典   | 自由民主党         |
| 政治倫理審査会                                     | 吉野正芳     | 自由民主党         |

| 委員会・審査会・調査会                       | 委員長・会長 | 所属会派             |
| -------------------------------------------- | ------------ | -------------------- |
| 内閣委員会                                   | 徳茂雅之     | 自由民主党・国民の声 |
| 総務委員会                                   | 平木大作     | 公明党               |
| 法務委員会                                   | 矢倉克夫     | 公明党               |
| 外交防衛委員会                               | 馬場成志     | 自由民主党・国民の声 |
| 財政金融委員会                               | 豊田俊郎     | 自由民主党・国民の声 |
| 文教科学委員会                               | 元榮太一郎   | 自由民主党・国民の声 |
| 厚生労働委員会                               | 山田宏       | 自由民主党・国民の声 |
| 農林水産委員会                               | 山田修路     | 自由民主党・国民の声 |
| 経済産業委員会                               | 石橋通宏     | 立憲民主・社民       |
| 国土交通委員会                               | 斎藤嘉隆     | 立憲民主・社民       |
| 環境委員会                                   | 徳永エリ     | 立憲民主・社民       |
| 国家基本政策委員会                           | 上田清司     | 国民民主党・新緑風会 |
| 予算委員会                                   | 山本順三     | 自由民主党・国民の声 |
| 決算委員会                                   | 松村祥史     | 自由民主党・国民の声 |
| 行政監視委員会                               | 吉田忠智     | 立憲民主・社民       |
| 議院運営委員会                               | 福岡資麿     | 自由民主党・国民の声 |
| 懲罰委員会                                   | 室井邦彦     | 日本維新の会         |
| 災害対策特別委員会                           | 佐々木さやか | 公明党               |
| 沖縄及び北方問題に関する特別委員会           | 榛葉賀津也   | 国民民主党・新緑風会 |
| 政治倫理の確立及び選挙制度に関する特別委員会 | 松下新平     | 自由民主党・国民の声 |
| 北朝鮮による拉致問題等に関する特別委員会     | 山谷えり子   | 自由民主党・国民の声 |
| 政府開発援助等に関する特別委員会             | 青木一彦     | 自由民主党・国民の声 |
| 地方創生及び消費者問題に関する特別委員会     | 古川俊治     | 自由民主党・国民の声 |
| 東日本大震災復興特別委員会                   | 那谷屋正義   | 立憲民主・社民       |
| 国際経済・外交に関する調査会                 | 鶴保庸介     | 自由民主党・国民の声 |
| 国民生活・経済に関する調査会                 | 芝博一       | 立憲民主・社民       |
| 資源エネルギーに関する調査会                 | 宮沢洋一     | 自由民主党・国民の声 |
| 憲法審査会                                   | 中川雅治     | 自由民主党・国民の声 |
| 情報監視審査会                               | 水落敏栄     | 自由民主党・国民の声 |
| 政治倫理審査会                               | 岡田広       | 自由民主党・国民の声 |